# Skagafjörður (fiord)
Skagafjörður – fiord w północnej Islandii, między półwyspami Skagi i Tröllaskagi. Ma około 40 km długości, około 30 km szerokości u wejścia do fiordu oraz około 12 km w jego części południowej. W północno-wschodniej części fiordu położona jest wyspa Málmey, w środkowej części - wyspa Drangey, a w południowej części - wyspa Lundey. W południowej części fiordu uchodzi do niego dwoma głównymi odnogami jedna z większych rzek Islandii Héraðsvötn. Wschodnie wybrzeże jest górzyste ze szczytami przekraczającymi 1000 m n.p.m. Zachodnie wybrzeże jest górzyste w południowej części ze szczytami do 1000 m n.p.m., natomiast płaskie w północnej części .
Do ważniejszych miejscowości nad zatoką należą Sauðárkrókur w południowej części fiordu oraz Hofsós na jego wschodnim wybrzeżu. Wchodzą one w skład położonej nad fiordem gminy Skagafjörður, która wzięła również od niego swoją nazwę. Głównymi drogami biegnącym nad fiordem są drogi nr 75 w południowej części oraz nr 76 wzdłuż wschodniego wybrzeża.